# (10046) Creighton
(10046) Creighton – planetoida z grupy pasa głównego planetoid okrążająca Słońce w ciągu 3 lat i 212 dni w średniej odległości 2,34 j.a. Została odkryta 2 maja 1986 roku w Obserwatorium Palomar w programie INAS. Nazwa planetoidy pochodzi od Jamesa Millera Creightona (1856-1946), amerykańskiego architekta. Przed nadaniem nazwy planetoida nosiła oznaczenie tymczasowe (10046) 1986 JC.